# Арік (село)
Арік (рос. Арик) — село у Терському районі Кабардино-Балкарії Російської Федерації.
Орган місцевого самоврядування — сільське поселення Арік. Населення становить 2768 осіб.

## Історія
Згідно із законом від 27 лютого 2005 року органом місцевого самоврядування є сільське поселення Арік.

## Населення
| 2002 | 2009  | 2010  |
| ---- | ----- | ----- |
| 2806 | ↘2681 | ↗2768 |